# Quadricalcarifera mediobrunnea
Quadricalcarifera mediobrunnea är en fjärilsart som beskrevs av George Thomas Bethune-Baker 1916. Quadricalcarifera mediobrunnea ingår i släktet Quadricalcarifera och familjen tandspinnare. Inga underarter finns listade.